# TWA Flight Center

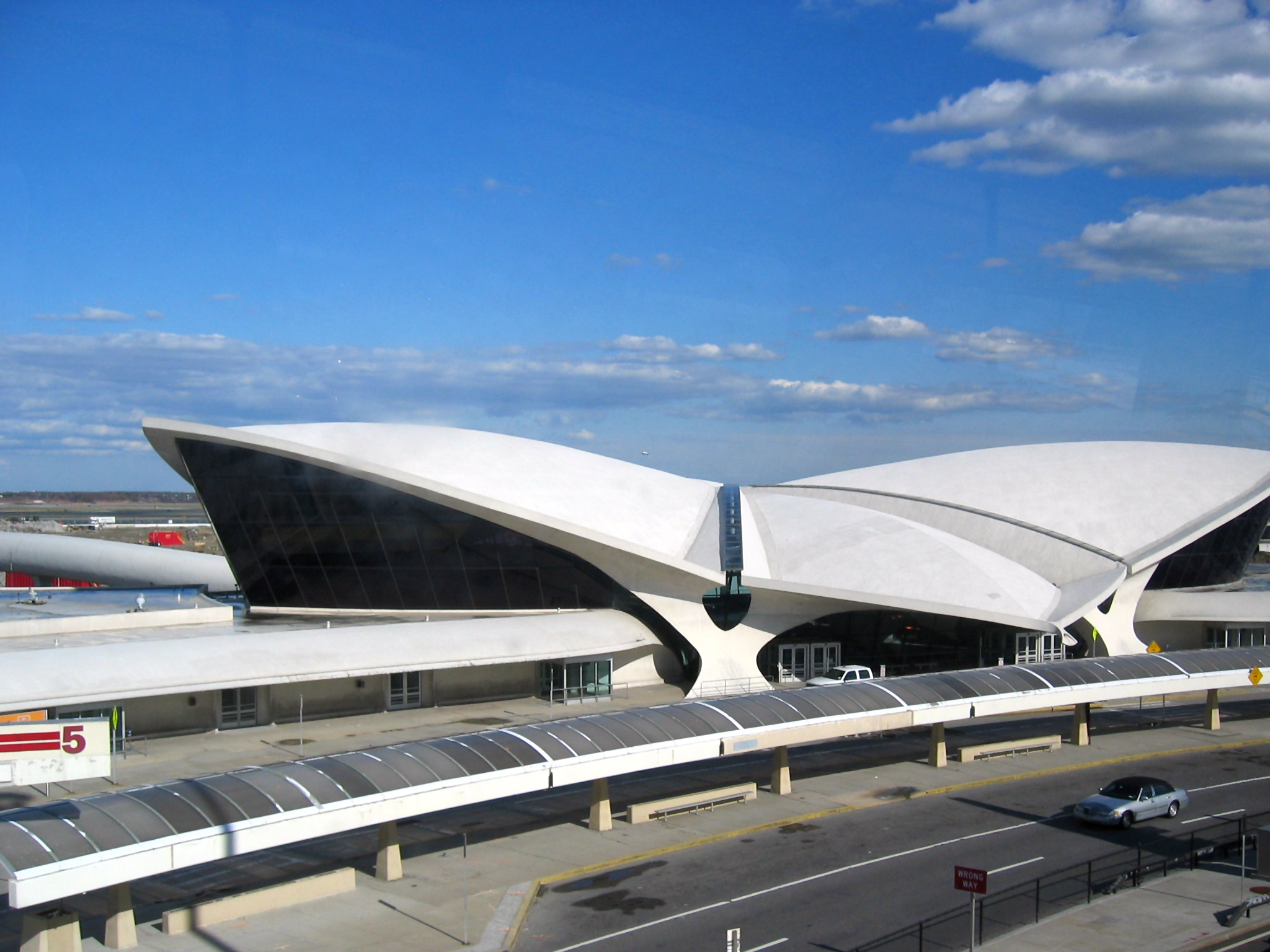
TWA Flight Center

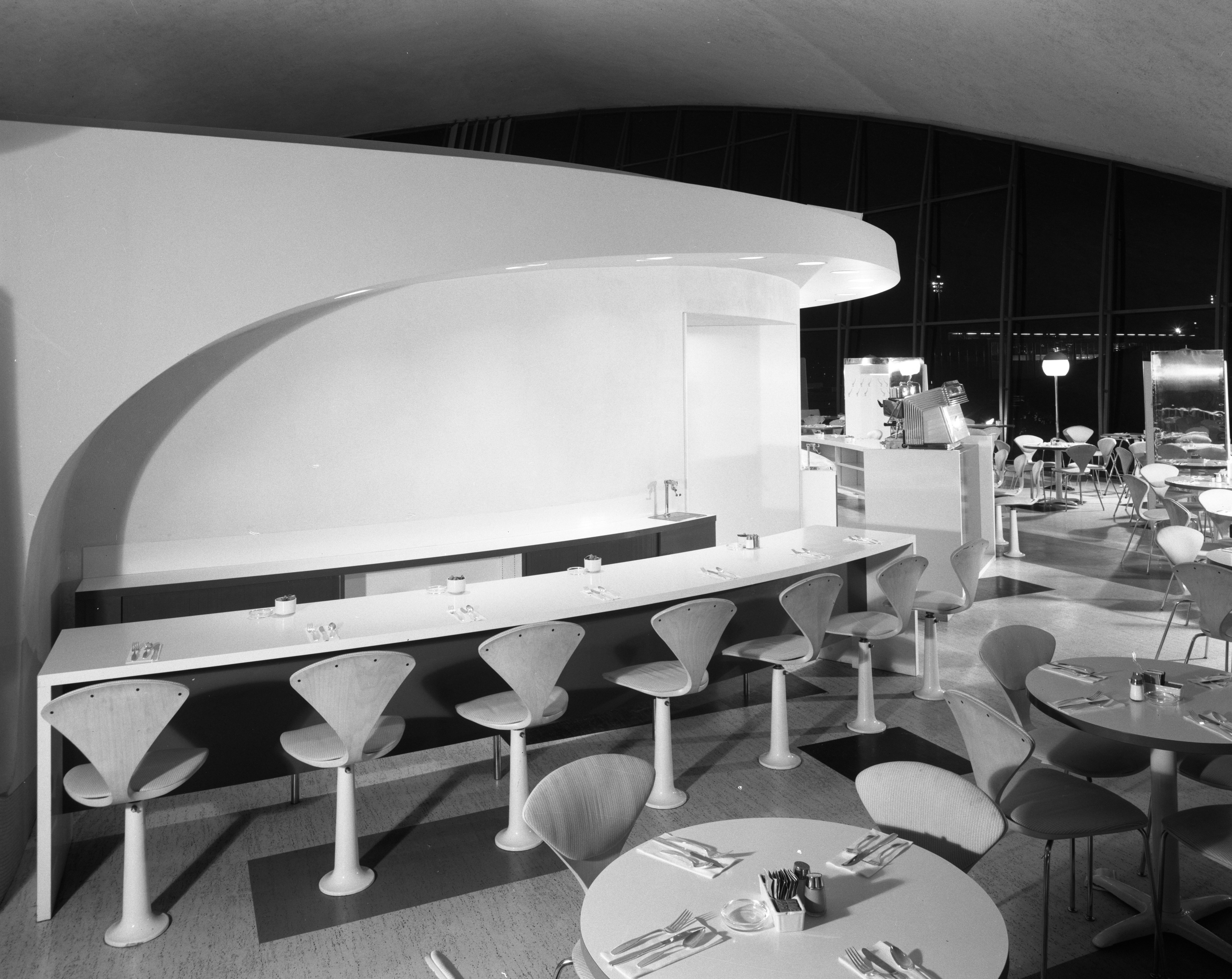
Een bar in het TWA Flight Center

Het TWA Flight Center was de vertrek- en aankomstterminal voor de vliegtuigen van Trans World Airlines op John F. Kennedy International Airport, de luchthaven van de Amerikaanse stad New York.
Het gebouw werd ontworpen door Eero Saarinen en geopend op 28 mei 1962. Het was een opvallend modernistisch ontwerp wat ook nog eens geroemd werd om haar efficiëntie.
Toen TWA in 2001 werd overgenomen door American Airlines werd het TWA Flight Center gesloten. Het gebouw werd in 2005 toegevoegd aan het National Register of Historic Places. Sinds 2008 is het gebouw onderdeel van de terminal van JetBlue Airways.

## Trivia
Het gebouw diende als decor in de films Death Wish en Catch Me If You Can.